# Ачайоли
Ачайоли (на италиански: Acciaioli, Acciaiuoli, Acciajuoli, Accioli o Accioly)
е знатна фамилия от Флоренция, произлизаща от Бреша.
Флорентинското търговско семейство играе съществена роля във Византия през втората половина на 14 век. Те придобиват Коринт през 1358 г., управлявайки го до 1397 г. Те властват и над херцогство Атина в периодите 1358 – 1397 г. и 1404 – 1446 г., след които бъдещият император Константин XI придобива града за Византия. Ачайоли управляват Тива от 1378 до 1456 г. и обширни земи в Пелопонес, тогава наричан Морея.

## Известни представители
Основателят на фамилията, търговецът Гулярело Ачяйуоли от Бреша се установява през 1160 г. във Флоренция. От 1390 до 1460 г. фамилията се сродява с Медичите чрез женитбата на Лаудомия Ачяйуоли през 1451 г. с банкера Пиерфранческо де' Медичи († 19 юли 1476). Симоне ди Заноби Ачяйуоли се изселва преди 1512 г. на остров Мадейра.
- Анджело Ачайоли (епископ) (1298 – 1357), епископ
- Анджело Ачайоли (кардинал) (1340 – 1408), кардинал
- Николо Ачайоли (1310 – 1365), войник и държавник
- Донато Ачайоли (1428 – 1478), учен
- Заноби Ачайоли (1461 – 1519), доминиканец, от 1518 г. префект на Ватиканската библиотека при Папа Лъв X
- Винченцо Ачайоли († 1572), историк и учен
- Николо Ачайоли (1630 – 1719), кардинал
- Филипо Ачайоли (1700 – 1766), кардинал

От фамилията Ачайолипрез 14 и 15 век следните са херцози на Атина:
- Нерио I Ачайоли († 1394)
- Франческа Ачайоли († 1429)
- Антонио I Ачайоли († 1435)
- Антонио II Ачайоли (1439 – 1441)
- Нерио II Ачайоли († 1451)
- Франческо I Ачайоли (1451 – 1454)
- Франческо II Ачайоли († 1460)